# Gornja Bišnja
Gornja Bišnja (szerbül: Горња Бишња), település Bosznia-Hercegovinában, Derventa községben, a Szerb Köztársaság északi régiójában. 

## Fekvése
A település Bosznia-Hercegovina északi részén, Dobojtól légvonalban 28, közúton 42 km-re északnyugatra, községközpontjától légvonalban és közúton 5 km-re dél-délnyugatra, a Krnjin-hegység peremén, az Ukrina jobb oldali mellékvize, a Bišnja-patak felső folyásánál, 150-210 méteres magasságban található.

## Népessége
| Nemzetiségi csoport | Népesség 1991 | Népesség 2013 |
| ------------------- | ------------- | ------------- |
| Szerb               | 28            | 7             |
| Bosnyák             | 0             | 1             |
| Horvát              | 321           | 1             |
| Jugoszláv           | 0             | 0             |
| Egyéb               | 3             | 0             |
| Összesen            | 352           | 9             |

## Története
A horvát lakosságú település 1878-ig tartozott az Oszmán Birodalomhoz, ekkor a berlini kongresszus határozata alapján az Osztrák-Magyar Monarchia része lett. 1879-ben az első osztrák-magyar népszámlálás során a Derventi járáshoz tartozó településnek 41 háztartása és 266 római katolikus lakosa volt. 1910-ben a Derventai járáshoz tartozó településen 51 háztartást, 7 ortodox és 300 római katolikus lakost találtak. A monarchia szétesésével 1918-ban előbb a Szerb-Horvát-Szlovén Királyság, majd 1929-től a Jugoszláv Királyság része lett. 1921-ben a Derventai járáshoz tartozó településnek 352 lakosa volt, közülük 6 ortodox szerb és 346 római katolikus volt. Az 1929-es törvény értelmében, amikor Bosznia-Hercegovinát négy banovinára, Drinskára, Vrbaskára, Zetskára és Primorskára osztották, a település a Vrbaska banovina (Orbászi bánság) része lett, amelynek székhelye Banja Luka volt. 1939-ben a közigazgatás átszervezésével a Hrvatska banovina (Horvát Bánság) része lett.
A második világháborúban Jugoszlávia megszállása után a Független Horvát Állam (NDH) része lett. A második világháború után 1992-ig a település a szocialista Jugoszlávia keretében a Bosznia-Hercegovinai Népköztársaság része volt. 1992-ben a boszniai háború idején a teljes horvát lakosságot elűzték a településről. A boszniai háborút lezáró daytoni békeszerződés rendelkezése alapján az ország területét felosztották a Bosznia-hercegovinai Föderáció és a boszniai Szerb Köztársaság között. A békeszerződés utáni területmegosztási megállapodás értelmében a település Derventa község részeként a Boszniai Szerb Köztársasághoz került. 